# Najif ibn Abd al-Aziz Al Su’ud
Najif ibn Abd al-Aziz Al Su’ud (ur. 1934 w at-Ta’if, zm. 16 czerwca 2012 w Genewie) – saudyjski książę, minister spraw wewnętrznych w latach 1975–2012, pierwszy wicepremier od 2011 do 2012 roku. Był następcą tronu Arabii Saudyjskiej od 2011 do 2012 roku.

## Życiorys
Najif ibn Abd al-Aziz Al Su’ud urodził się w 1934 roku w at-Ta’if. Był 23 synem króla Abd al-Aziza ibn Su’uda i jednej z jego wielu żon, Hasy bint as-Sudajri. Kształcił się w Szkole Książęcej w Rijadzie, specjalizując się w dziedzinie polityki, kultury i sprawach bezpieczeństwa. Pobierał również nauki od swego ojca oraz islamskich autorytetów religijnych.
Od 1951 do 1952 roku pełnił funkcję Przedstawiciela Księstwa Rijadu, a od 1953 do 1954 był gubernatorem Rijadu. Od 1954 roku do 1970 roku zajmował stanowisko wiceministra spraw wewnętrznych. W 1970 roku został mianowany ministrem stanu ds. wewnętrznych.
W 1975 roku, po zabójstwie króla Fajsala i mianowaniu księcia Fahda następcą tronu, zastąpił go na stanowisku ministra spraw wewnętrznych. Jako minister został odpowiedzialny za sprawy bezpieczeństwa publicznego, obrony cywilnej, ochrony wybrzeża i granic lądowych oraz działalność służb specjalnych.
Książę Najif był jednym z najbardziej konserwatywnych członków rodziny królewskiej, swoje poglądy opierał na wahhabickim nurcie islamu. Przez komentatorów uważany był za przeciwnika reform. W swoich wypowiedziach odrzucał m.in. możliwość zasiadania kobiet w zgromadzeniach legislacyjnych oraz organizowania wyborów powszechnych w ogóle. Popierał działalność religijnego aparatu policyjnego tropiącego przypadki naruszania zasad Koranu i nieobyczajnego zachowania.
Po atakach z 11 września, niezgodnie z prawdą, zaprzeczył, by brały w nich udział osoby narodowości saudyjskiej, sugerując w zamian odpowiedzialność osób o narodowości żydowskiej. Ograniczył również współpracę ze służbami specjalnymi krajów zachodnich. Swój stosunek do zamachowców z Al-Ka’idy zaostrzył po atakach na obiekty instytucji zagranicznych i cele przemysłowe wewnątrz kraju. Od 2003 do 2006 roku prowadził kampanię niszczenia działających w królestwie komórek organizacji terrorystycznych.
Kierował powołanym przez siebie Saudyjskim Komitetem Intifady al-Kuds, instytucją wspierającą materialnie rodziny palestyńskich bojowników, zamachowców-samobójców oraz palestyńskich uchodźców. Przewodniczył również Radzie Najwyższej ds. Informacji, nadzorującej krajowe media i internet. Był założycielem i przewodniczącym rady Naif Arab University for Security Sciences (Arabskiego Uniwersytetu Najifa ds. Nauk Bezpieczeństwa).
W marcu 2009 roku jego przyrodni brat, król Abd Allah, mianował go na stanowisko drugiego wicepremiera. 27 października 2011 r., pięć dni po śmierci księcia Sultana, został mianowany nowym następcą tronu.
Jego syn, Muhammad ibn Najif, stał na czele saudyjskich służb antyterrorystycznych, do czerwca 2017 był następcą tronu. Oprócz niego, miał jeszcze jednego syna, Sauda bin Najifa, który pełnił funkcję ambasadora w Hiszpanii, głowy sądu księcia koronnego, a od stycznia 2013 zarządza jako gubernator Prowincją Wschodnią.
Zmarł 16 czerwca 2012 roku w szpitalu w Genewie. Nie podano informacji o przyczynie śmierci.